# Pyhäniemi
Pyhäniemi este o arie protejată (arie specială de conservare — SAC, sit de importanță comunitară — SCI, arie de protecție specială avifaunistică — SPA) din Finlanda întinsă pe o suprafață de 58 ha, integral pe uscat.

## Localizare
Centrul sitului Pyhäniemi este situat la coordonatele 61°26′37″N 26°41′56″E / 61.4436°N 26.6989°E.

## Înființare
Situl Pyhäniemi a fost declarat sit de importanță comunitară în august 1998 pentru a proteja 10 specii de animale. Alte tipuri de protecție:
- arie de protecție specială avifaunistică (în august 1998)[2]
- arie specială de conservare (în aprilie 2015)[1][3][4]

## Biodiversitate
Situată în ecoregiunea boreală, aria protejată conține 1 habitat natural: Taiga vestică.
La baza desemnării sitului se află mai multe specii protejate de  păsări (10): cocoșul de mesteacăn (Bonasa bonasia), șorecarul comun (Buteo buteo), cristeiul de câmp (Crex crex), ciocănitoare neagră (Dryocopus martius), muscar (Ficedula parva), ciuvică (Glaucidium passerinum), cocor (Grus grus), viespar (Pernis apivorus), pitulice verzuie (Phylloscopus trochiloides), ciocănitoare verzuie (Picus canus).
Pe lângă speciile protejate, pe teritoriul sitului au mai fost identificate 1 specie de păsări.